# François Guisan
François Alphonse-Jean Guisan (* 19. Februar 1880 in Lausanne; † 11. April 1953 ebenda, heimatberechtigt in Avenches) war ein Schweizer Jurist.

## Leben
François Guisan kam am 19. Februar 1880 in Lausanne als Sohn des Kantonsrichters Henri Guisan und der Louise geborene de Felice zur Welt. Guisan, Mitglied des Schweizerischen Zofingervereins, dabei 1900 Präsident der Waadtländer Sektion, widmete sich einem Jurastudium an den Universitäten Lausanne, Berlin und Paris, das er 1905 in Lausanne mit dem Erwerb des akademischen Grades eines Dr. iur. abschloss.
In der Folge war François Guisan zuerst von 1907 bis 1919 als Rechtsanwalt in Lausanne tätig. Im Anschluss trat er die Nachfolge von Paul Rambert an der Universität Lausanne an. Dort wirkte er zunächst von 1919 bis 1921 als ausserordentlicher Professor, anschliessend hatte er die Lehrstühle für Zivil- und Zivilprozessrecht von 1921 bis 1934, für schweizerisches Zivilrecht von 1934 bis 1950 sowie für Rechtsphilosophie von 1944 bis 1950 inne.
François Guisan trat insbesondere als Verfasser mehrerer Arbeiten über das Erbrecht hervor.
François Guisan, Vater des Louis Guisan, war mit Cécile geborene Piguet verheiratet. Er verstarb am 11. April 1953 zwei Monate nach Vollendung seines 73. Lebensjahres in seiner Geburtsstadt Lausanne.

## Ehrungen
- 1948 würdigte die Universität Neuenburg François Guisan mit der Verleihung des Ehrendoktorats.
- 1949 wurde François Guisan von der Universität Genf mit der Ehrendoktorwürde ausgezeichnet.

## Archiv
- Waadtländer Staatsarchiv: Dossier SDA